# Saipan Tribune
El Saipan Tribune és un dels dos diaris en anglès de les Illes Mariannes Septentrionals. El Saipan Tribune té la seu a Saipan. El diari és propietat de Pacific Publications i Printing Inc., que és una filial de la Tan Holdings Corporation. El seu principal competidor és el diari Marianas Variety News & Views. Els primers periodistes van ser treballadors estrangers procedents de les Filipines.